# Władysław Skrzypek (generał)
 Władysław Skrzypek  (ur. 1 września 1945 w Rzezawie) – generał brygady Wojska Polskiego; doktor nauk ekonomicznych (1988); zastępca dowódcy – szef Logistyki Nadwiślańskich Jednostek Wojskowych (1992–1996).

## Życiorys
Władysław Skrzypek urodził się 1 września 1945 w Rzezawie na ziemi bocheńskiej w województwie Małopolskim. Absolwent IV Liceum Ogólnokształcącego z 1963 (klasa prof. Juliana Dudka) w Tarnowie.
W 1963 rozpoczął służbę wojskową jako podchorąży w Oficerskiej Szkole w Legnicy, którą ukończył w 1965 i został promowany na podporucznika. W tym samym roku otrzymał przydział służbowy do Warszawy, gdzie rozpoczął zawodową służbę wojskową na stanowisku dowódcy plutonu w szkole podoficerskiej 1 Warszawskiej Brygady Zmotoryzowanej. W 1970 po ukończeniu Kursu Przekwalifikowania w Wyższej Szkole Służb Kwatermistrzowskich w Poznaniu, objął stanowisko szefa służby, a następnie zastępcy kwatermistrza w 1 Warszawskiej Brygadzie Zmotoryzowanej. W latach 1978–1985 był na stanowisku kwatermistrza – zastępcy dowódcy 103 pułku Lotnictwa NJW MSW. W międzyczasie w 1980 ukończył Zawodowe Studia Ekonomiczne w Wyższej Szkole Oficerskiej Służb Kwatermistrzowskich, a w 1982 studia magisterskie na Akademii Ekonomicznej w Poznaniu. W 1985 został wyznaczony na funkcję szefa Oddziału Szkolenia Kwatermistrzostwa NJW MSW.
W kwietniu 1988 uzyskał tytuł naukowy doktora nauk ekonomicznych w Akademii Nauk Społecznych w Warszawie. Od 1988 był zastępcą kwatermistrza. W 1989 objął stanowisko kwatermistrza zastępcy dowódcy NJW MSW. W latach 1992–1996 pełnił zawodową służbę na stanowisko zastępcy dowódcy – szefa Logistyki NJW MSW. Na tym stanowisku w latach 1993–1996 uczestniczył w wizytach studyjnych w Belgii, Francji, Danii, Finlandii, Norwegii, RPA i USA. W latach 1993–1996 był Członkiem Rady Programowej Międzynarodowego Salonu Przemysłu Obronnego w Kielcach. 11 Listopada w 1994 mianowany został na stopień generała brygady przez prezydenta RP Lecha Wałęsę. W 1996 był przewodniczącym Komitetu Organizacyjnego Krajowej Konferencji Naukowo–Technicznej „Ekomilitaris”. 30 kwietnia 1998 zakończył zawodową służbę wojskową.
W rezerwie w latach 1998–2003 kierował przedsiębiorstwem Projektowo-Wdrożeniowym  Protechnika–Systemy SA., gdzie zajmował się m.in. systemami dowodzenia wojskami oraz opracowaniem projektów i ich wdrożeniem  w Centrach Kryzysowych Straży Pożarnej i Komendach Policji. W latach 2004–2018 prowadził działalność gospodarczą. W latach 1999–2003 promotor kilku prac dyplomowych. W latach 2010–2012 wykładowca Teorii Bezpieczeństwa Narodowego w Wyższej Szkole Bezpieczeństwa i Ochrony im. Marszałka Piłsudskiego w Warszawie. 3 maja 2012 gen. bryg. w st. spocz. Władysław Skrzypek przekazał Izbie Pamięci w Bratucicach im. gen. Leopolda Okulickiego mundur generalski i replikę szabli oficerskiej oraz album ze zdjęciami z Powstania Warszawskiego. Członek Klubu Generałów Wojska Polskiego, w obecnej kadencji jest sekretarzem Klubu.

## Awanse[2]
- podporucznik – 1965

(...)
- generał brygady – 11 listopada 1994

## Ordery i odznaczenia[2]
- Krzyż Oficerski Orderu Odrodzenia Polski – 1993
- Złoty Medal „Siły Zbrojne w Służbie Ojczyzny”
- Srebrny Medal „Siły Zbrojne w Służbie Ojczyzny”
- Brązowy Medal „Siły Zbrojne w Służbie Ojczyzny”
- Złoty Medal „Za zasługi dla obronności kraju”
- Srebrny Medal „Za zasługi dla obronności kraju”
- Brązowy Medal „Za zasługi dla obronności kraju”
- Złota Odznaka Honorowa „Za Zasługi dla Warszawy”

i inne